# ویر پلیس (کارولینای جنوبی)
ویر پلیس (به انگلیسی: Ware Place) یک منطقهٔ مسکونی در ایالات متحده آمریکا است که در شهرستان گرینویل، کارولینای جنوبی واقع شده‌است. ویر پلیس ۲٫۳۷ کیلومتر مربع مساحت و ۲۲۸ نفر جمعیت دارد.